# Tchibanga
Tchibanga är en stad i Gabon, huvudstad i provinsen Nyanga. Den ligger i departementet Mougoutsi, i den södra delen av landet, 400 km söder om huvudstaden Libreville. Antalet invånare är 30 042.